# Hussein al-Abri
Hussein al-Abri (arabiska: حسين العبري), född 1972, är en omansk författare. Han har sedan 2000 gett ut fyra romaner och en samling noveller. al-Abri bor i Muskat, där han arbetar som läkare. al-Abri var en av de 39 arabiska författare under 40 år som valdes ut till antologin Beirut 39, huvudprojektet när Beirut var Unescos bokhuvudstad 2009.